# カナダ総督の一覧
本項では歴代のカナダ総督の一覧（カナダのそうとくのいちらん）について記述する。
現在のカナダ総督は「1867年憲法法（Constitution Act, 1867）」によって法的に規定され、1947年国王勅許（the Letters Patent 1947）によって王室及びその機能について法的に構成されているが、カナダ総督の系譜は1627年のサミュエル・ド・シャンプランの任命以降、途切れることなく継続しているカナダ独自の伝統的系譜である
。
そのため、本稿ではサミュエル・ド・シャンプランの総督任命の根拠でもある、それ以前の1578年フランス・フランソワ1世治世の副王時代を含んでいる。

## カナダ副王 1541–1627
カナダ植民地におけるフランス王国を代表し統治する副王（仏語：Vice-roi du Canada）としての地位。
| 代数 | 氏名                   | 着任 | 離任 |
| ---- | ---------------------- | ---- | ---- |
| 1    | Troillus des Mesgoüets | 1578 | ？   |
| 2    | Aymar de Chaste        | 1602 | 1603 |

## ヌーヴェル・フランス知事 1627–1663
1620年代前後にアカディア地域などに恒久的な入植地が開設され、ヌーヴェル・フランス植民地の運営が開始された。リシュリューは、ヌーヴェル・フランス各地の探検及び領土画定を実施したサミュエル・ド・シャンプラン中将をヌーヴェル・フランス知事（仏語：Gouverneur de la Nouvelle-France）に任命した。
| 代数 | 氏名                                                      | 着任 | 離任 |
| ---- | --------------------------------------------------------- | ---- | ---- |
| 1    | サミュエル・ド・シャンプラン                              | 1627 | 1635 |
| 2    | シャルル・ド・モンマニー (英語版)                         | 1635 | 1648 |
| 3    | ルイ・ダイユブスト・ド・クロンジェ (英語版)               | 1648 | 1651 |
| 4    | ジャン・ド・ローソン (英語版)                             | 1651 | 1657 |
| 5    | ムゼ子爵ピエール・ド・ヴォワイエ・ダルジャンソン (英語版) | 1658 | 1661 |
| 6    | ダバウガー男爵ピエール・デュボワ・ダバウガー (英語版)     | 1661 | 1663 |

## ヌーヴェル・フランス総督 1663–1760
1663年にヌーヴェル・フランス植民地をルイ14世が正式に王室領としたことで、ヌーヴェル・フランスに王の正式な代理としての総督（仏語：Gouverneur général de la Nouvelle-France）が設置されることとなった。
| 代数 | 氏名                                                                                      | 着任 | 離任 |
| ---- | ----------------------------------------------------------------------------------------- | ---- | ---- |
| 7    | オーガスティン・ド・サフレー・ド・メシー (英語版)                                         | 1663 | 1665 |
| 8    | ダニエル・ド・レミー・ド・クルセル (英語版)                                               | 1665 | 1672 |
| 9    | フロンテナック伯爵ルイ・ド・ブアド (英語版)                                               | 1672 | 1682 |
| 10   | ジョセフ＝アントワーヌ・ド・ラ・バレ (英語版)                                             | 1682 | 1685 |
| 11   | ドゥノンヴィル侯爵ジャック＝ルネ・ド・ブリセー・ド・ドゥノンヴィル (英語版)               | 1685 | 1689 |
| 9    | フロンテナック伯爵ルイ・ド・ブアド                                                        | 1689 | 1698 |
| 12   | ルイ＝エクター・ド・カリエール (英語版)                                                   | 1698 | 1703 |
| 13   | フィリップ・ド・リゴー・ヴォードライユ (英語版)                                           | 1703 | 1725 |
| 14   | ボーアルノア侯爵シャルル・ド・ラ・ボワシェ (英語版)                                       | 1725 | 1747 |
| 15   | ラ・ガリソニエール伯爵ローラン＝ミシェル・バリン・ド・ラ・ガリソニエール (英語版)         | 1747 | 1749 |
| 16   | ラ・ジョンキエール侯爵ジャック＝ピエール・ド・タファネル・デ・ラ・ジョンキエール (英語版) | 1749 | 1752 |
| 17   | ドゥケーヌ侯爵ミシェル＝アンジュ・ド・メネヴィユ (英語版)                                 | 1752 | 1755 |
| 18   | ヴォードルイユ＝カヴァニャル侯爵ピエール・フランソワ・ド・リゴー                          | 1755 | 1760 |

## ケベック植民地総督 1760–1786
七年戦争の一部であるフレンチ・インディアン戦争がイギリスの勝利で終結し、ピエール・フランソワ・ド・リゴーがイギリスにヌーヴェル・フランス植民地を明け渡し、この地域はパリ条約によって正式にイギリス領ケベック植民地となり、イギリスによるケベック植民地総督（英語：Governorof the Province of Quebec）が置かれることとなった。初代総督にはフレンチ・インディアン戦争を勝利に導いたサー・ジェフリー・アマースト少将が任命された。
| 代数 | 氏名                         | 着任 | 離任 |
| ---- | ---------------------------- | ---- | ---- |
| 19   | サー・ジェフリー・アマースト | 1760 | 1763 |
| 20   | ジェームズ・マレー           | 1764 | 1768 |
| 21   | ガイ・カールトン             | 1768 | 1778 |
| 22   | フレデリック・ハルディマンド | 1778 | 1786 |

## 両カナダ総督 1786–1840
イギリス領ケベック植民地は、現在の南オンタリオ地域（アッパー・カナダ）も含んで運営されていたが、1790年にイギリスの議会を通過した植民地統治法 (Constitutional Act) によって、それまでのケベック植民地 (1763年 - 1791年)（英語版）がアッパー・カナダとローワー・カナダに分割され、1791年末にそれぞれ一つの政体となった。この両カナダ植民地（アッパー及びローワー）を併せて統括するカナダ総督（英語：Governor-in-Chief/Governor General of The Canadas）が設置された。
| 代数 | 氏名                                                             | 着任 | 離任 |
| ---- | ---------------------------------------------------------------- | ---- | ---- |
| 23   | 初代ドーチェスター男爵ガイ・カールトン                           | 1786 | 1796 |
| 24   | ロバート・プレスコット (英語版)                                  | 1796 | 1799 |
| 25   | 初代準男爵サー・ロバート・ミルンズ (英語版)                      | 1799 | 1805 |
| 26   | トマス・ダン (英語版)                                            | 1805 | 1807 |
| 27   | サー・ジェームズ・ヘンリー・クレイグ (英語版)                    | 1807 | 1811 |
| 28   | サー・ジョージ・プレボスト                                       | 1811 | 1815 |
| 29   | サー・ゴードン・ドラモンド (英語版)                              | 1815 | 1816 |
| 30   | サー・ジョン・コープ・シャーブルック (英語版)                    | 1816 | 1818 |
| 31   | 第4代リッチモンド公爵チャールズ・レノックス (英語版)             | 1818 | 1819 |
| 32   | 第9代ダルハウジー伯爵ジョージ・ラムゼイ (英語版)                 | 1820 | 1828 |
| 33   | サー・ジェームズ・ケンプト (英語版)                              | 1828 | 1830 |
| 34   | 第5代アイルマー男爵マシュー・ホイットワース＝アイルマー (英語版) | 1830 | 1835 |
| 35   | 第2代ゴスフォード伯爵アーチボルド・アチソン (英語版)             | 1835 | 1837 |
| 36   | サー・ジョン・コルボーン (英語版)                                | 1837 | 1838 |
| 37   | 初代ダーラム伯爵ジョン・ラムトン (英語版)                        | 1838 | 1839 |
| 38   | 初代シドナム男爵チャールズ・ポウレット・トムソン (英語版)        | 1839 | 1840 |

## カナダ連合植民地総督 1841-1867
1840年憲法によって両カナダ植民地が統合され、一つのカナダ植民地（Province of Canada）が形成されたため、カナダ連合植民地総督（英語：Governor General of the Province of Canada）が設置された。
| 代数 | 氏名                                                     | 着任 | 離任 |
| ---- | -------------------------------------------------------- | ---- | ---- |
| 38   | 初代シドナム男爵チャールズ・ポウレット・トムソン         | 1841 | 1842 |
| 39   | サー・チャールズ・バゴット (英語版)                      | 1842 | 1843 |
| 40   | 第3代準男爵サー・チャールズ・メトカーフ (英語版)         | 1843 | 1845 |
| 41   | 第2代キャスカート伯爵チャールズ・キャスカート (英語版)   | 1846 | 1847 |
| 42   | 第8代エルギン伯爵ジェームズ・ブルース                    | 1847 | 1854 |
| 43   | 第8代準男爵サー・エドモンド・ウォーカー・ヘッド (英語版) | 1854 | 1861 |
| 44   | 第4代モンク子爵チャールズ・モンク (英語版)               | 1861 | 1867 |

## カナダ総督 1867–現在
イギリス議会において英領北アメリカ法が成立し、カナダ植民地、ニューブランズウィック植民地、ノバスコシア植民地を併せて、連邦制をとる1つのカナダ自治領（ドミニオン、Dominion of Canada）とすることとなり、この法律に則り「カナダ総督」（英語：Governor General of Canada、仏語：Gouverneur général du Canada（男）、Gouverneure générale du Canada（女））が設置された。
| 代数 | 代数 | 氏名                                                                    | 着任           | 離任           |
| ---- | ---- | ----------------------------------------------------------------------- | -------------- | -------------- |
| 44   | 1    | 第4代モンク子爵チャールズ・モンク (英語版)                              | 1867年7月1日   | 1868年11月14日 |
| 45   | 2    | 初代リスガー男爵ジョン・ヤング (英語版)                                 | 1869年2月2日   | 1872年6月25日  |
| 46   | 3    | 初代ダファリン伯爵フレデリック・ハミルトン＝テンプル＝ブラックウッド    | 1872年6月25日  | 1878年11月25日 |
| 47   | 4    | ローン侯爵ジョン・キャンベル                                            | 1878年11月25日 | 1883年10月23日 |
| 48   | 5    | 第5代ランズダウン侯爵ヘンリー・ペティ＝フィッツモーリス                 | 1883年10月23日 | 1888年6月11日  |
| 49   | 6    | 初代スタンリー・オブ・プレストン男爵フレデリック・スタンリー            | 1888年6月11日  | 1893年9月18日  |
| 50   | 7    | 第7代アバディーン伯爵ジョン・ハミルトン＝ゴードン                       | 1893年9月18日  | 1898年11月12日 |
| 51   | 8    | 第4代ミントー伯爵ギルバート・エリオット＝マーレイ＝キニンマウンド       | 1898年11月12日 | 1904年12月10日 |
| 52   | 9    | 第4代グレイ伯爵アルバート・グレイ                                       | 1904年12月10日 | 1911年10月13日 |
| 53   | 10   | コノート公爵アーサー                                                    | 1911年10月13日 | 1916年11月11日 |
| 54   | 11   | 第9代デヴォンシャー公爵ヴィクター・キャヴェンディッシュ (英語版)        | 1916年11月11日 | 1921年8月11日  |
| 55   | 12   | 初代ヴィミー・オブ・ビング子爵ジュリアン・ビング (英語版)               | 1921年8月11日  | 1926年10月2日  |
| 56   | 13   | 初代ウィリングドン子爵フリーマン・フリーマン＝トーマス                  | 1926年10月2日  | 1931年4月4日   |
| 57   | 14   | 第9代ベスボロー伯爵ヴィア・ポンソンビー (英語版)                        | 1931年4月4日   | 1935年11月2日  |
| 58   | 15   | 初代トゥイーズミュア男爵ジョン・バカン                                  | 1935年11月2日  | 1940年2月11日  |
| 59   | 16   | 初代アスローン伯爵アレクサンダー・ケンブリッジ (英語版)                 | 1940年6月21日  | 1946年4月12日  |
| 60   | 17   | 初代アレクサンダー・オブ・チュニス子爵ハロルド・アレクサンダー (英語版) | 1946年4月12日  | 1952年2月28日  |
| 61   | 18   | ヴィンセント・マッシー (英語版)                                         | 1952年2月28日  | 1959年9月15日  |
| 62   | 19   | ジョルジュ・ヴァニエ (英語版)                                           | 1959年9月15日  | 1967年3月5日   |
| 63   | 20   | ローランド・ミッチェナー (英語版)                                       | 1967年4月17日  | 1974年1月14日  |
| 64   | 21   | ジュール・レジェ (英語版)                                               | 1974年1月14日  | 1979年1月22日  |
| 65   | 22   | エドワード・シュライヤー (英語版)                                       | 1979年1月22日  | 1984年5月14日  |
| 66   | 23   | ジャンヌ・ソーヴ (英語版)                                               | 1984年5月14日  | 1990年1月29日  |
| 67   | 24   | レイ・ナティシン (英語版)                                               | 1990年1月29日  | 1995年2月8日   |
| 68   | 25   | ロメオ・ルブラン (英語版)                                               | 1995年2月8日   | 1999年10月7日  |
| 69   | 26   | エイドリアン・クラークソン                                              | 1999年10月7日  | 2005年9月27日  |
| 70   | 27   | ミカエル・ジャン                                                        | 2005年9月27日  | 2010年10月1日  |
| 71   | 28   | デイヴィッド・ロイド・ジョンストン                                      | 2010年10月1日  | 2017年10月2日  |
| 72   | 29   | ジュリー・ペイエット                                                    | 2017年10月2日  | 2021年1月21日  |
| 73   | 30   | メアリー・サイモン                                                      | 2021年7月26日  |                |

## 総督代理

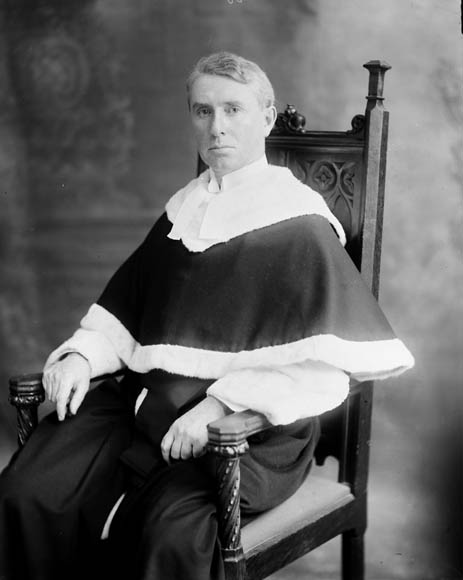
検事総長サー・ライマン・ダフは1940年までカナダの総督代理に任命されていた

総督代理（Administrator of the Government of Canada）は、在位中の総督の逝去、辞任、長期間の不在などの理由より、カナダ最高裁判所が必要と定めた場合に臨時に任命される職位である。歴史上、下記の総督代理が任命された。
| 代数 | 氏名                                | 着任          | 離任          |
| ---- | ----------------------------------- | ------------- | ------------- |
| 1    | サー・ライマン・ダフ (英語版)       | 1931          | 1940          |
| 2    | ティボードー・リンフレット (英語版) | 1952          |               |
| 3    | ロバート・タシュロー (英語版)       | 1967          |               |
| 4    | ビバリー・マクラチリン (英語版)     | 2005          |               |
| 5    | ジョン・C・メイジャー (英語版)      | 2005          |               |
| 6    | リチャード・ワグナー (英語版)       | 2021年1月21日 | 2021年7月26日 |